# Список умерших в 930 году

## Июнь
- 20 июня — Хукбальд Сент-Аманский, монах-бенедиктинец Сент-Аманского аббатства, поэт, агиограф, теоретик музыки[1].

## Август
- 19 августа — Матфрид, граф Меца из рода Матфридингов[2].

## Октябрь
- 23 октября — Император Дайго(45), 60-й император Японии (897—930).

## Дата смерти неизвестна или требует уточнения
- Абу Камил, арабский математик из Египта[3].
- Баграт, претендент на абхазский престол.
- Гвидо, граф Лукки и маркграф Тосканы (915—930)[4].
- Ибн Вахшия, набатейский арабский писатель, алхимик, специалист по сельскому хозяйству; египтолог — автор труда по дешифровке египетских иероглифов.
- Наммальвар, индийский поэт и религиозный деятель[5].
- Оуайн ап Хивел, король Гливисинга (886—930)[6].
- Тьодольв из Хвинира, норвежский скальд.